# Malăk Manastir, Iambol
Malăk Manastir (în bulgară Малък Манастир) este un sat în comuna Elhovo, regiunea Iambol,  Bulgaria. 

## Demografie
Componența etnică a satului Malăk Manastir
     Bulgari (95,12%)
     Romi (1,55%)
     Nicio identificare (1,55%)
     Altele (1,75%)
La recensământul din 2011, populația satului Malăk Manastir era de 513 locuitori. Din punct de vedere etnic, majoritatea locuitorilor (95,12%) erau bulgari, cu o minoritate de romi (1,55%). Pentru 1,55% din locuitori nu este cunoscută apartenența etnică.